# Challenger de Como 2024
El torneo Città di Como Challenger 2024 fue un torneo de tenis perteneció al ATP Challenger Tour 2024 en la categoría Challenger 75. Se trató de la 18ª edición; el torneo tuvo lugar en la ciudad de Como (Italia), desde el 26 de agosto hasta el 1  de septiembre de 2024 sobre pista de tierra batida al aire libre.

## Jugadores participantes del cuadro de individuales
| Preclasificado | País                  | Jugador             | Rank1 | Posición en el torneo |
| 1              | Bandera de Eslovaquia | Jozef Kovalík       | 114   | Primera ronda         |
| 2              | Bandera de Italia     | Stefano Napolitano  | 136   | Primera ronda         |
| 3              | Bandera de Brasil     | Gustavo Heide       | 142   | Primera ronda         |
| 4              | Bandera de Italia     | Francesco Passaro   | 147   | Segunda ronda         |
| 5              | Bandera de Perú       | Juan Pablo Varillas | 158   | Baja                  |
| 6              | Bandera de Kazajistán | Dmitry Popko        | 184   | Primera ronda         |
| 7              | Bandera de Líbano     | Benjamin Hassan     | 194   | Primera ronda         |
| 8              | Bandera de Hungría    | Zsombor Piros       | 211   | Cuartos de final      |

- 1 Se ha tomado en cuenta el ranking del 19 de agosto de 2024.

### Otros participantes
Los siguientes jugadores recibieron una invitación (wild card), por lo tanto ingresan directamente al cuadro principal (WC):
- Federico Bondioli
- Raúl Brancaccio
- Federico Bondioli

Los siguientes jugadores ingresan al cuadro principal tras disputar el cuadro clasificatorio (Q):
- Valerio Aboian
- Nikoloz Basilashvili
- Svyatoslav Gulin
- Matheus Pucinelli de Almeida
- Max Hans Rehberg
- Vitaliy Sachko

## Campeones

### Individual Masculino
- Gabriel Debru derrotó en la final a  Ignacio Buse por 6–1, 2–6, 6–3

### Dobles Masculino
- Victor Vlad Cornea /  Denys Molchanov derrotaron en la final a  Alexandru Jecan /  Ivan Liutarevich por 6–2, 6–3